# Купрашвили, Генри Отарович
Генри Отарович Купрашвили (груз. ჰენრი ოთარის ძე კუპრაშვილი; род. 13 сентября 1946, Хашури, Грузия) — профессор факультета права и международных отношений Грузинского технического университета, заслуженный деятель спорта Грузии, основатель школы уникального грузинского плавания, Основатель переплытия мировых проливов новым видом плавания, уникальным колхидо-иберийским стилем. Чемпион мира в новых видах спорта современного пятиборья, по биатлу  и по триатлу (командное, мастерс 60+, Батуми, 2015)   и  по биатлу (индивидуальный, мастерс 70+, Хургада, Египет, 2018)  Шестикратный чемпион мира по зимнему плаванию, (мастерс 75+, Словения, Блед, 2023)  Бронзовый призер чемпионата мира по зимнему плаванию (баттерфляй, мастерс 70+, Таллин, Эстония, 2018)

## Биография

### Другие достижения
- Первый грузинский международный пловец-марафонец, рекордсмен мира, которого мировые средства массовой информации окрестили «человеком-дельфином» (CNN, 17.02.2001, 05.11.2002, Огонек, № 36, 2002, сентябрь, Комсомольская правда, № 136, 7.09.2002).
- Основатель школы грузинского плавания.
- Изучает грузинские виды плавания: «Лазури» (вольный колхури) (вольный колхидский), «Ибериули» (иберийский), «Колхури со связанными руками и ногами» — военно-тренировочный стиль, «Абхазури» (абхазский), «Окрибула», «Тахвиа», «Кизикури», «Хашурули»
- Мировой рекордсмен в плавании новым способом.
- Первый грузинский международный пловец-марафонец, первый грузин Оушенмен ( Oceanman );

### Рекорды
28 января 2001 года в древнегрузинском военно-тренировочном стиле, связанный в четырех местах по рукам и ногам, первым в истории человечества в Тбилиси, в спорткомплексе «Лагуна вере» за 92 минуты проплыл 2 километра. Эту новость распространили информационные агентства мира:Си-Эн-Эн ( CNN ), ИТАР-ТАСС, Би-би-си (BBC), Рейтер, АР и т. д.
30 августа 2002 года в древнегрузинском военно-тренировочном стиле, связанный в четырех местах по рукам и ногам, первым в истории человечества переплыл пролив Дарданеллы от Эджеабата до Кепеза, или из Европы в Азию, проплыв 12 километров за 3 часа и 15 минут. В 2003 году Международное общество Байрона (Лондон) наградило Генри Купрашвили медалью: как известно, поэт Джордж Гордон Байрон в мае 1810 года вместе с сопровождавшим его офицером преодолел вплавь пролив Дарданеллы, заложив тем самым традицию заплывов через проливы; это был первый зафиксированный заплыв из Европы в Азию.

## Общественная роль

### Награды, звания, научная деятельность
- Доктор политических наук, профессор.
- Государственный советник первого класса.
- Вице-полковник.
- Кавалер ордена Вахтанга Горгасали II степени,[11] награжден медалями «За воинскую доблесть» и золотой медалью Международного общества Байрона.
- Основатель и бессменный председатель Союза Чоханосцев святого Давида Строителя Грузии — «Чоханосцы-1973» (от чоха — национальная верхняя мужская одежда у грузин).
- Председатель Ассоциации защитников причерноморья Грузии «Ээт».[12]
- Президент федерации национальных видов плавания Грузии.

### Научная и публицистическая деятельность
- Автор 4 монографий, 7 учебных пособий, свыше 100 научных работ, более чем 50 докладов, прочитанных на международных научных конференциях. Под его руководством защищено свыше 18 докторских диссертаций.

Автор и руководитель проекта мульти- и интердисциплинарных учебно-научных мероприятий «Политику на суд», который осуществляется факультетом права и международных отношений Грузинского технического университета.

### Видео
- CNN-2002
- CNN-2001
- REUTERS 2007
- Competition in Georgian sport style of swimming «Free Kolkhuri» (Lazuri) 2010
- 30.08.2007. традиционный групповой переплыв Тбилисского моря стилем колхури